# نظام سياسي
النظام السياسي في العلوم السياسية هو عملية اتخاذ القرارات الحكومية الرسمية. وعادة ما تتم مقارنته بالنظام القانوني والنظام الاقتصادي والنظام الثقافي والأنظمة الاجتماعية الأخرى. ومع ذلك، فإن هذه نظرة مبسطة للغاية لنظام أكثر تعقيدًا للفئات التي تنطوي على أسئلة من يجب أن تكون له السلطة وما يجب أن يكون عليه تأثير الحكومة على شعبها واقتصادها.

## تعريف
وفقا لديفيد ايستون، «يمكن تصنيف النظام السياسي على أنه التفاعلات التي من خلالها يتم تخصيص القيم بشكل رسمي للمجتمع».
- النظام السياسي هو نظام اجتماعي يقوم بعدة أدوار أو وظائف متعددة استنادا إلى سلطة مخولة له أو قوة يستند إليها - منها إدارة موارد المجتمع وتحقيق الأمن الداخلي والخارجي وتحقيق أكبر قدر من المصالح العامة والعمل على الحد من التناقضات الاجتماعية.
- والنظام السياسي: في صورته السلوكية هو تلك المجموعة المترابطة من السلوك المقنن الذي ينظم عمل كل القوى والمؤسسات والوحدات الجزئية التي يتألف منها أي كل سياسي داخل أي بناء اجتماعي.
- والنظام السياسي: في صورته الهيكلية أوالمؤسسية أو التنظيمية فهو عبارة عن مجموعة المؤسسات التي تتوزع بينها عملية صنع القرار السياسي وهي المؤسسات التشريعية والتنفيذية والقضائية.[2]

## التصنيف الأنثروبولوجي
- أنظمة غير مركزية
  - الفرقة المجتمعية
    - مجموعة عائلية صغيرة، لا تزيد عن عائلة ممتدة أو عشيرة؛ وقد تم تعريفها على أنها تتكون من ما لا يزيد عن 30 إلى 50 فردًا.
    - يمكن أن تتوقف الفرقة عن الوجود إذا خرجت مجموعة صغيرة فقط.

  - القبيلة
    - أكبر بشكل عام، ويتألف من العديد من العائلات. القبائل لديها المزيد من المؤسسات الاجتماعية، مثل رئيس أو شيوخ.
    - أكثر ديمومة من العصابات. تنقسم العديد من القبائل إلى فرق.
- الحكومات المركزية
  - المشيخة
    - أكثر تعقيدًا من قبيلة أو مجتمع فرقة، وأقل تعقيدًا من دولة أو حضارة
    - تتميز بعدم المساواة المنتشرة ومركزية السلطة.
    - النسب / عائلة واحدة من طبقة النخبة تصبح النخبة الحاكمة للمشيخة
    - تحتوي المشيخات المعقدة على مستويين أو حتى ثلاثة مستويات من التسلسل الهرمي السياسي.
    - «وحدة سياسية مستقلة تضم عددا من القرى أو المجتمعات الخاضعة للسيطرة الدائمة لرئيس أعلى»

  - دولة ذات سيادة
    - الدولة ذات السيادة هي دولة ذات عدد سكان دائم، ومنطقة محددة، وحكومة وقدرة على الدخول في علاقات مع دول أخرى ذات سيادة.
- الأنظمة السياسية فوق الوطنية
  - يتم إنشاء النظم السياسية فوق الوطنية من قبل دول مستقلة للوصول إلى هدف مشترك أو اكتساب القوة من تشكيل تحالف.
- الامبراطوريات
  - الإمبراطوريات هي دول أو مجتمعات واسعة الانتشار تحت حكم واحد. وتتميز برغبة الحكام في الانتماء الديني بالإجماع أو التظاهر كتهديد للإمبراطوريات الأخرى في أوقات الحرب. * الامبراطوريات في كثير من الأحيان   أحرزت تقدمًا كبيرًا في طرق الهياكل الديمقراطية، وإنشاء وبناء البنى التحتية للمدن، والحفاظ على الكياسة داخل المجتمعات المتنوعة. بسبب التنظيم المعقد للإمبراطوريات، كانوا قادرين غالبًا على الاحتفاظ بغالبية كبيرة من السلطة على المستوى العالمي. *
- الاتحادات
  - الاتحادات هي منظمات دولية تتألف من دول تتحد من أجل هدف مشترك واحد. * بهذه الطريقة، تختلف الاتحادات عن الإمبراطوريات، لأنها تسعى فقط لتحقيق هدف واحد. غالبًا ما تتشكل الاتحادات على حافة انهيار عسكري أو اقتصادي. تُعقد الاجتماعات وجلسات الاستماع في مكان محايد بحضور ممثلين عن جميع الدول المشاركة.